# Frederik VI của Đan Mạch
Frederik VI (28 tháng 1 năm 1768 – 3 tháng 12 năm 1839) là vua của Vương quốc Đan Mạch từ 13 tháng 3 năm 1808 đến 3 tháng 12 năm 1839 và Vua của Vương quốc Na Uy từ 13 tháng 3 năm 1808 đến 7 tháng 2 năm 1814. Từ năm 1784 cho đến khi lên ngôi, ông là Nhiếp chính trong suốt thời gian cha ông bị bệnh tâm thần và được gọi là "Thái tử Nhiếp chính" (kronprinsregent). Với khẩu hiệu mà ông chọn Thiên Chúa và Nguyên nhân chính đáng (tiếng Đan Mạch: Gud og den retfærdige sag) và kể từ thời gian ông trị vì, các quốc vương Đan Mạch kế tiếp chọn khẩu hiệu bằng tiếng Đan Mạch chứ không phải tiếng Latinh trước đây.